# 甲基膦酰二氯
甲基膦酰二氯是一种有机磷化合物。它有许多潜在的用途，但它最显著的用途是合成几个化学武器。它是一种熔点低的白色晶体。它容易水解，必须小心处理，因为它剧毒。

## 合成和反应
甲基膦酰二氯通过甲基二氯膦与硫酰氯等物质氧化制成：
MePCl2  +  SO2Cl2  →   MeP(O)Cl2  +  SOCl2
它也可以通过甲基磷酸酯（如甲基膦酸二甲酯）与氯化亚砜氯化制得。各种胺可以用来催化这个过程。它与氟化氢或氟化钠反应会生成甲基膦酰二氟。这个化合物用来合成神经性毒剂沙林和梭曼。